# Elecciones estatales de California de febrero de 2008
Las elecciones estatales de California de febrero de 2008 fueron hechas el 5 de febrero de 2008 por todo el estado de California. Entre las elecciones, estuvieron la de las primarias y los puestos a la Asamblea Estatal. También se votó para proposiciones.

## Primarias presidenciales
| Clave: | Se retiró antes de la contienda |

### Primarias presidenciales del Partido Americano Independiente
Tres candidatos estuvieron en la boleta para el Partido Americano Independiente, un partido político estatal.
| Primaria presidencial de California del Partido Americano Independiente de 2008 | Primaria presidencial de California del Partido Americano Independiente de 2008 | Primaria presidencial de California del Partido Americano Independiente de 2008 |
| Candidato                                                                       | Votos                                                                           | Porcentaje                                                                      |
| ------------------------------------------------------------------------------- | ------------------------------------------------------------------------------- | ------------------------------------------------------------------------------- |
| Donald Grundmann                                                                | 16,603                                                                          | 36.08%                                                                          |
| Diane Templin                                                                   | 15,302                                                                          | 33.25%                                                                          |
| Mad Max Riekse                                                                  | 14,099                                                                          | 30.64%                                                                          |
| David Larson (write-in)                                                         | 18                                                                              | 0.04%                                                                           |
| Total                                                                           | 46,022                                                                          | 100.00%                                                                         |
| Total de votantes                                                               | —                                                                               | —                                                                               |

### Primarias presidenciales del partido Demócrata
| Primarias presidenciales del Partido Demócrata de California de 2008 | Primarias presidenciales del Partido Demócrata de California de 2008 | Primarias presidenciales del Partido Demócrata de California de 2008 | Primarias presidenciales del Partido Demócrata de California de 2008 |
| Candidato                                                            | Votos                                                                | Porcentaje                                                           | Delegados nacionales                                                 |
| -------------------------------------------------------------------- | -------------------------------------------------------------------- | -------------------------------------------------------------------- | -------------------------------------------------------------------- |
| Hillary Clinton                                                      | 2,608,184                                                            | 51.47%                                                               | 204                                                                  |
| Barack Obama                                                         | 2,186,662                                                            | 43.16%                                                               | 166                                                                  |
| John Edwards                                                         | 193,617                                                              | 3.82%                                                                | 0                                                                    |
| Dennis Kucinich                                                      | 24,126                                                               | 0.48%                                                                | 0                                                                    |
| Bill Richardson                                                      | 19,939                                                               | 0.39%                                                                | 0                                                                    |
| Joe Biden                                                            | 18,261                                                               | 0.36%                                                                | 0                                                                    |
| Mike Gravel                                                          | 8,184                                                                | 0.16%                                                                | 0                                                                    |
| Christopher Dodd                                                     | 8,005                                                                | 0.16%                                                                | 0                                                                    |
| Willie Carter (write-in)                                             | 4                                                                    | 0.00%                                                                | 0                                                                    |
| Eric Hinzman (write-in)                                              | 4                                                                    | 0.00%                                                                | 0                                                                    |
| Phil Epstein (write-in)                                              | 3                                                                    | 0.00%                                                                | 0                                                                    |
| Brian Calef (write-in)                                               | 2                                                                    | 0.00%                                                                | 0                                                                    |
| David Frey (write-in)                                                | 1                                                                    | 0.00%                                                                | 0                                                                    |
| Joseph McAndrew (write-in)                                           | 1                                                                    | 0.00%                                                                | 0                                                                    |
| Keith Judd (write-in)                                                | 0                                                                    | 0.00%                                                                | 0                                                                    |
| Julius Mogyorossy (write-in)                                         | 0                                                                    | 0.00%                                                                | 0                                                                    |
| Total                                                                | 5,066,993                                                            | 100.00%                                                              | 370                                                                  |
| Total de votantes                                                    | —                                                                    | —                                                                    | —                                                                    |

### Primarias presidenciales del Partido Verde
Siete candidatos se presentaron para las primarias presidenciales del Partido Verde.
| Primarias presidenciales del Partido Verde de California de 2008 | Primarias presidenciales del Partido Verde de California de 2008 | Primarias presidenciales del Partido Verde de California de 2008 | Primarias presidenciales del Partido Verde de California de 2008 |
| Candidato                                                        | Votos                                                            | Porcentaje                                                       | Delegados nacionales                                             |
| ---------------------------------------------------------------- | ---------------------------------------------------------------- | ---------------------------------------------------------------- | ---------------------------------------------------------------- |
| Ralph Nader                                                      | 21,726                                                           | 60.61%                                                           | 102                                                              |
| Cynthia McKinney                                                 | 9,534                                                            | 26.60%                                                           | 45                                                               |
| Elaine Brown                                                     | 1,598                                                            | 4.46%                                                            | 7                                                                |
| Kat Swift                                                        | 1,084                                                            | 3.02%                                                            | 5                                                                |
| Kent Mesplay                                                     | 727                                                              | 2.03%                                                            | 3                                                                |
| Jesse Johnson                                                    | 619                                                              | 1.73%                                                            | 3                                                                |
| Jared Ball                                                       | 556                                                              | 1.55%                                                            | 3                                                                |
| Totals                                                           | 35,844                                                           | 100.00%                                                          | 168                                                              |
| Total de votantes                                                | 28.21%                                                           | 28.21%                                                           | —                                                                |

### Primarias presidenciales del Partido Libertario
| Primarias presidenciales del Partido Libertario de California de 2008 | Primarias presidenciales del Partido Libertario de California de 2008 | Primarias presidenciales del Partido Libertario de California de 2008 |
| Candidato                                                             | Votos                                                                 | Porcentaje                                                            |
| --------------------------------------------------------------------- | --------------------------------------------------------------------- | --------------------------------------------------------------------- |
| Christine Smith                                                       | 4,241                                                                 | 25.16%                                                                |
| Steve Kubby                                                           | 2,876                                                                 | 17.06%                                                                |
| Wayne Root                                                            | 2,360                                                                 | 14.00%                                                                |
| Bob Jackson                                                           | 1,486                                                                 | 8.81%                                                                 |
| Barry Hess                                                            | 891                                                                   | 5.29%                                                                 |
| George Phillies                                                       | 852                                                                   | 5.05%                                                                 |
| Michael Jingozian                                                     | 774                                                                   | 4.59%                                                                 |
| Robert Milnes                                                         | 721                                                                   | 4.28%                                                                 |
| Daniel Imperato                                                       | 707                                                                   | 4.19%                                                                 |
| John Finan                                                            | 706                                                                   | 4.19%                                                                 |
| Dave Hollist                                                          | 678                                                                   | 4.02%                                                                 |
| Alden Link                                                            | 565                                                                   | 3.35%                                                                 |
| Leon Ray (write-in)                                                   | 1                                                                     | 0.01%                                                                 |
| Total                                                                 | 16,858                                                                | 100.00%                                                               |
| Total de votantes                                                     | 20.96%                                                                | 20.96%                                                                |

### Primarias presidenciales del Partido Paz y Libertad
Siete candidatos participaron en las primarias presidenciales del Paz y Libertad. Ralph Nader recibió una pluralidad de los votos, seguido por Gloria La Riva y Cynthia McKinney. Stewart Alexander fue nominado para ser el candidato de fórmula de Brian Moore del Partido Socialista en octubre de 2007, pero permaneció en las boletas electorales.
| Primarias presidenciales del Partido Paz y Libertad de California de 2008 | Primarias presidenciales del Partido Paz y Libertad de California de 2008 | Primarias presidenciales del Partido Paz y Libertad de California de 2008 |
| Candidato                                                                 | Votos                                                                     | Porcentaje                                                                |
| ------------------------------------------------------------------------- | ------------------------------------------------------------------------- | ------------------------------------------------------------------------- |
| Ralph Nader                                                               | 2,620                                                                     | 40.66%                                                                    |
| Cynthia McKinney                                                          | 1,385                                                                     | 21.49%                                                                    |
| Gloria La Riva                                                            | 1,292                                                                     | 20.05%                                                                    |
| Brian Moore                                                               | 355                                                                       | 5.51%                                                                     |
| John Crockford                                                            | 346                                                                       | 5.37%                                                                     |
| Stewart Alexander                                                         | 340                                                                       | 5.28%                                                                     |
| Stanley Hetz                                                              | 106                                                                       | 1.64%                                                                     |
| Total                                                                     | 6,444                                                                     | 100.00%                                                                   |
| Total de votantes                                                         | 11.27%                                                                    | 11.27%                                                                    |

### Primarias presidenciales del Partido Republicano
| Primarias presidenciales del Partido Republicano de California de 2008 | Primarias presidenciales del Partido Republicano de California de 2008 | Primarias presidenciales del Partido Republicano de California de 2008 | Primarias presidenciales del Partido Republicano de California de 2008 |
| Candidato                                                              | Votos                                                                  | Porcentaje                                                             | Delegados nacionales                                                   |
| ---------------------------------------------------------------------- | ---------------------------------------------------------------------- | ---------------------------------------------------------------------- | ---------------------------------------------------------------------- |
| John McCain                                                            | 1,238,988                                                              | 42.25%                                                                 | 116                                                                    |
| Mitt Romney                                                            | 1,013,471                                                              | 34.56%                                                                 | 3                                                                      |
| Mike Huckabee                                                          | 340,669                                                                | 11.62%                                                                 | 0                                                                      |
| Rudy Giuliani                                                          | 128,681                                                                | 4.39%                                                                  | 0                                                                      |
| Ron Paul                                                               | 125,365                                                                | 4.27%                                                                  | 0                                                                      |
| Fred Thompson                                                          | 50,275                                                                 | 1.71%                                                                  | 0                                                                      |
| Duncan Hunter                                                          | 14,021                                                                 | 0.48%                                                                  | 0                                                                      |
| Alan Keyes                                                             | 11,742                                                                 | 0.40%                                                                  | 0                                                                      |
| John Cox                                                               | 3,219                                                                  | 0.11%                                                                  | 0                                                                      |
| Tom Tancredo                                                           | 3,884                                                                  | 0.13%                                                                  | 0                                                                      |
| Sam Brownback                                                          | 2,486                                                                  | 0.08%                                                                  | 0                                                                      |
| Karen Irish (write-in)                                                 | 6                                                                      | 0.00%                                                                  | 0                                                                      |
| Michael Shaw (write-in)                                                | 2                                                                      | 0.00%                                                                  | 0                                                                      |
| Edward Marshall (write-in)                                             | 1                                                                      | 0.00%                                                                  | 0                                                                      |
| Joel Neuberg (write-in)                                                | 1                                                                      | 0.00%                                                                  | 0                                                                      |
| Robert Brickell (write-in)                                             | 0                                                                      | 0.00%                                                                  | 0                                                                      |
| Brian Calef (write-in)                                                 | 0                                                                      | 0.00%                                                                  | 0                                                                      |
| David Frey (write-in)                                                  | 0                                                                      | 0.00%                                                                  | 0                                                                      |
| Walter Rothnie (write-in)                                              | 0                                                                      | 0.00%                                                                  | 0                                                                      |
| John Sutherland (write-in)                                             | 0                                                                      | 0.00%                                                                  | 0                                                                      |
| Total                                                                  | 2,932,811                                                              | 100.00%                                                                | 119                                                                    |
| Total de votantes                                                      | 56.08%                                                                 | 56.08%                                                                 | —                                                                      |

## Proposiciones

### Proposición 91
La Proposición 91 trata de modificar la Constitución de California para prohibir a los impuestos de venta de los vehículos motorizados que son destinados para fines de transporte al ser retenidos en los fondos generales del estado.
| Proposición 91             | Proposición 91 | Proposición 91 |
| Sí o no                    | Votos          | Porcentaje     |
| -------------------------- | -------------- | -------------- |
| No                         | 4,794,776      | 52.87%         |
| Sí                         | 3,427,588      | 37.80%         |
| Invalido o votos en blanco | 846,051        | 9.33%          |
| Total                      | 9,068,415      | 100.00%        |
| Total de votantes          | 57.71%         | 57.71%         |

### Proposición 92
La proposición 92 trata de modificar la Proposición 98 de 1988, que establece un mandato al nivel mínimo de fondos financieros usados cada año en las escuelas primarias y secundarias y colegios comunitarios.
| Proposición 92             | Proposición 92 | Proposición 92 |
| Sí o no                    | Votos          | Porcentajge    |
| -------------------------- | -------------- | -------------- |
| No                         | 4,831,445      | 53.27%         |
| Sí                         | 3,613,332      | 39.85%         |
| Invalido o votos en blanco | 623,638        | 6.88%          |
| Total                      | 9,068,415      | 100.00%        |
| Total de votantes          | 57.71%         | 57.71%         |

### Proposición 93
La proposición 93 es sobre los límites de mandato para los miembros de la Legislatura Estatal de California al igual que en la Asamblea Estatal y el Senado Estatal.
| Proposición 93             | Proposición 93 | Proposición 93 |
| Sí o no                    | Votos          | Porcentaje     |
| -------------------------- | -------------- | -------------- |
| No                         | 4,574,826      | 50.45%         |
| Sí                         | 3,961,466      | 43.68%         |
| Invalido o votos en blanco | 532,123        | 5.87%          |
| Total                      | 9,068,415      | 100.00%        |
| Total de votantes          | 57.71%         | 57.71%         |

### Proposición 94
La proposición 94 trató de expandir el Indian Gaming Compact con la Tribu Pechanga de Luiseño Mission Indians.
| Proposición 94             | Proposición 94 | Proposición 94 |
| Sí o no                    | Votos          | Porcentaje     |
| -------------------------- | -------------- | -------------- |
| Sí                         | 4,812,313      | 53.07%         |
| No                         | 3,848,998      | 42.44%         |
| Invalido o votos en blanco | 407,104        | 4.49%          |
| Total                      | 9,068,415      | 100.00%        |
| Total de votantes          | 57.71%         | 57.71%         |

### Proposición 95
La proposición 95 trató de expandir el Indian Gaming Compact con la Tribu Morongo de los Mission Indians.
| Proposición 95             | Proposición 95 | Proposición 95 |
| Sí o no                    | Votos          | Porcentaje     |
| -------------------------- | -------------- | -------------- |
| Sí                         | 4,809,573      | 53.04%         |
| No                         | 3,841,352      | 42.36%         |
| Invalido o votos en blanco | 417,490        | 4.60%          |
| Total                      | 9,068,415      | 100.00%        |
| Total de votantes          | 57.71%         | 57.71%         |

### Proposición 96
La proposición 96 trató de expandir el Indian Gaming Compact con la Tribu Sycuan de la Nación de los Kumeyaay.
| Proposición 96             | Proposición 96 | Proposición 96 |
| Sí or no                   | Votos          | Porcentaje     |
| -------------------------- | -------------- | -------------- |
| Sí                         | 4,785,413      | 52.77%         |
| No                         | 3,844,408      | 42.39%         |
| Invalido o votos en blanco | 438,594        | 4.84%          |
| Total                      | 9,068,415      | 100.00%        |
| Total de votantes          | 57.71%         | 57.71%         |

### Proposición 97
La proposición 97 trató de expandir el Indian Gaming Compact con la  Tribu Agua Caliente de los Cahuilla Indians.
| Proposición 97             | Proposición 97 | Proposición 97 |
| Sí o no                    | Votos          | Porcentaje     |
| -------------------------- | -------------- | -------------- |
| Sí                         | 4,786,884      | 52.79%         |
| No                         | 3,838,892      | 42.33%         |
| Invalido o votos en blanco | 442,639        | 4.88%          |
| Total                      | 9,068,415      | 100.00%        |
| Total de votantes          | 57.71%         | 57.71%         |

## Elección especial del 55° distrito de la Asamblea Estatal de California
El puesto del 55° distrito de la Asamblea Estatal de California estuvo vacante para la Asambleista Laura Richardson, que ganó las elecciones especiales para llenar el 37° distrito congresional de California el 26 de junio de 2007. El distrito congresional estuvo vacante debido a que Juanita Millender-McDonald muriera de cáncer el 22 de abril de 2007.

### Elección primaria
Una elección primaria para las elecciones especiales fueron hechas el 11 de diciembre de 2007. Ya que ningún candidato ganó una mayoría, los candidatos con más votos de cada partido aparecieron en las boletas de las elecciones especiales.
| Elección especial del 55° distrito de la Asamblea Estatal de California de 2007 | Elección especial del 55° distrito de la Asamblea Estatal de California de 2007 | Elección especial del 55° distrito de la Asamblea Estatal de California de 2007 | Elección especial del 55° distrito de la Asamblea Estatal de California de 2007 | Elección especial del 55° distrito de la Asamblea Estatal de California de 2007 |
| Partido                                                                         | Partido                                                                         | Candidato                                                                       | Votos                                                                           | Porcentaje                                                                      |
| ------------------------------------------------------------------------------- | ------------------------------------------------------------------------------- | ------------------------------------------------------------------------------- | ------------------------------------------------------------------------------- | ------------------------------------------------------------------------------- |
|                                                                                 | Demócrata                                                                       | Warren Furutani                                                                 | 9,578                                                                           | 48.52%                                                                          |
|                                                                                 | Demócrata                                                                       | Mike Gipson                                                                     | 7,602                                                                           | 38.51%                                                                          |
|                                                                                 | Libertario                                                                      | Herb Peters                                                                     | 1,137                                                                           | 5.76%                                                                           |
|                                                                                 | Independiente Americano                                                         | Charlotte Gibson                                                                | 776                                                                             | 3.93%                                                                           |
|                                                                                 | Demócrata                                                                       | Mervin Evans                                                                    | 531                                                                             | 2.69%                                                                           |
| Invalido o votos en blanco                                                      | Invalido o votos en blanco                                                      | Invalido o votos en blanco                                                      | 116                                                                             | 0.59%                                                                           |
| Total                                                                           | Total                                                                           | Total                                                                           | 19,740                                                                          | 100.00%                                                                         |
| Total de votantes                                                               | Total de votantes                                                               | Total de votantes                                                               | 11.56%                                                                          | 11.56%                                                                          |

### Elecciones especiales
| Elección especial del 55° distrito de la Asamblea Estatal de California de 2008 | Elección especial del 55° distrito de la Asamblea Estatal de California de 2008 | Elección especial del 55° distrito de la Asamblea Estatal de California de 2008 | Elección especial del 55° distrito de la Asamblea Estatal de California de 2008 | Elección especial del 55° distrito de la Asamblea Estatal de California de 2008 |
| Partido                                                                         | Partido                                                                         | Candidato                                                                       | Votos                                                                           | Porcentaje                                                                      |
| ------------------------------------------------------------------------------- | ------------------------------------------------------------------------------- | ------------------------------------------------------------------------------- | ------------------------------------------------------------------------------- | ------------------------------------------------------------------------------- |
|                                                                                 | Demócrata                                                                       | Warren Furutani                                                                 | 48,419                                                                          | 55.63%                                                                          |
|                                                                                 | Independiente Americano                                                         | Charlotte Gibson                                                                | 10,785                                                                          | 12.39%                                                                          |
|                                                                                 | Libertario                                                                      | Herb Peters                                                                     | 10,168                                                                          | 11.68%                                                                          |
| Invalido o votos en blanco                                                      | Invalido o votos en blanco                                                      | Invalido o votos en blanco                                                      | 17,670                                                                          | 20.30%                                                                          |
| Total                                                                           | Total                                                                           | Total                                                                           | 87,042                                                                          | 100.00%                                                                         |
| Total de votantes                                                               | Total de votantes                                                               | Total de votantes                                                               | 50.96%                                                                          | 50.96%                                                                          |
|                                                                                 | Demócrata en espera                                                             |                                                                                 |                                                                                 |                                                                                 |